# Microbiocenosis

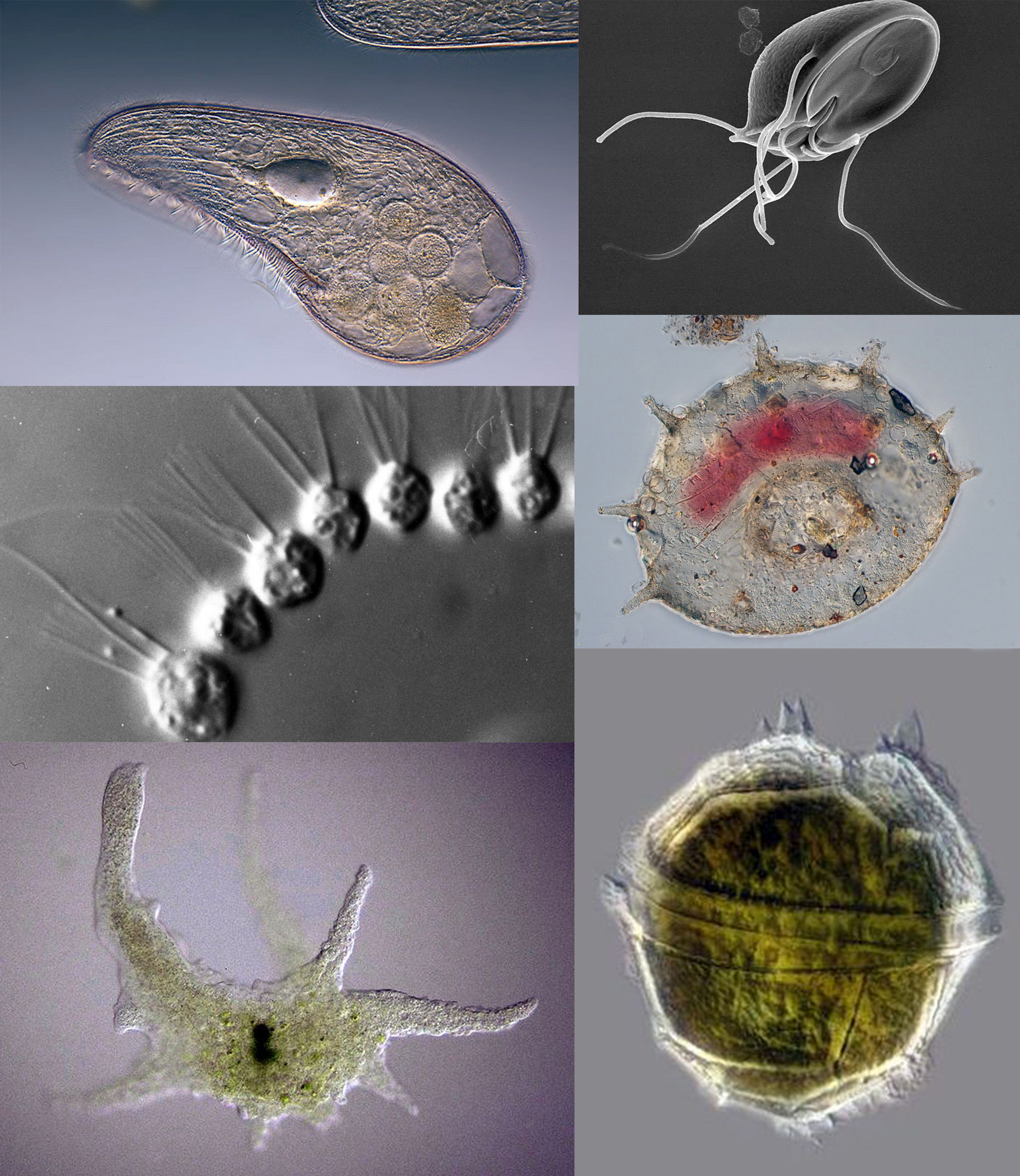
Algunos microorganismos que conforman la Microbiocenosis.

La microbiocenosis es una parte fundamental de la biocenosis, y se define como el conjunto de comunidades microbianas que se hayan en un ecosistema. Teniendo en cuenta todos sus aspectos ecológicos, como las interacciones entre ellas y el resto del ecosistema. Esta parte de la biocenosis está comprendida por protozoos, bacterias, hongos microscópicos y otros seres solo visibles a través de un microscopio.
Una de las funciones que desempeña este grupo de seres vivos es su participación en el ciclo de nutrientes, debido a su rol de transformación de la materia orgánica donde devuelven los nutrientes al suelo. Estos microorganismos también son los encargados de mantener la estabilidad de los ecosistemas. Participando en procesos de algunos ciclos biogeoquímicos, descomponiendo la materia orgánica y entablando relaciones simbióticas.

## Ciclos biogeoquímicos
Las distintas sustancias químicas que constituyen a los seres vivos se hayan en constante movimiento. El conjunto de procesos por los cuales circulan a través de los componentes vivos y no vivos de los ecosistemas se denomina ciclo biogeoquímico. En algunos ciclos puede ser crucial la participación de microorganismos para llevar a cabo los procesos de fijación y descomposición, como en el ciclo del carbono y el ciclo del nitrógeno. 

### Procesamiento de compuestos
El proceso de fijación, es la conversión de compuestos inorgánicos (inutilizables para la mayoría de los seres vivos) en sustancias orgánicas (utilizables para la obtención de energía). Esto sucede en el ciclo del carbono y del nitrógeno. Por otro lado, la descomposición de la materia orgánica es realizada por bacterias y hongos. Este mecanismo asegura el retorno de las sustancias al medio para estar disponibles nuevamente.
La capa de gases alrededor de la Tierra (atmósfera terrestre) es una mezcla de sustancias gaseosas, la mayoría de estas indispensables para la vida. Entre estos gases se encuentra el dióxido de carbono (CO2), imprescindible en el ciclo del carbono. Para empezar con este ciclo se requiere la conversión del carbono inorgánico (CO2) en compuestos orgánicos (carbohidratos). Este proceso se conoce como fijación del carbono, desempeñado por organismos vegetales y microorganismos fotoautótrofos y quimioautótrofos. Como plantas, algas y cianobacterias, que realizan la fotosíntesis, o algunas bacterias y arqueas que realizan la quimiosíntesis. El producto de estos procesos metabólicos es la glucosa. Esta sustancia formada puede ser oxidada, ya sea dentro de consumidores o del mismo productor, en un conjunto de procesos biológicos llamado respiración celular. 
En la atmósfera, el nitrógeno constituye un total de 78 % de la capa de gases. Encontrándose en forma de N2, siendo inutilizable para la mayoría de los seres vivos. Sin embargo, la existencia de bacterias como las rizobio o azotobacter permite la integración de este elemento a todos los demás organismos. El resultado de esta fijación es la transformación del nitrógeno gaseoso en amoníaco. Y dentro de un proceso secundario se realiza la conversión del amoníaco en nitrato. Generando una forma utilizable del nitrógeno atmosférico para los organismos vegetales. Las leguminosas son el grupo de plantas que entablan una relación simbiótica con las bacterias rhizobium.
El nitrógeno orgánico se puede encontrar en desechos o restos de animales y plantas. Es aquí, donde también intervienen microbios, que ocurre un proceso de descomposición. Los mecanismos de amonificación, nitrificación y desnitrificación se desarrollan por la acción de bacterias y arqueas, para terminar regresando el nitrógeno a la atmósfera. Durante el proceso de amonificación, los aminoácidos y ácidos nucleicos (compuestos orgánicos nitrogenados) son degradados a amoníaco. Luego son transformados en nitrito y nitrato, en el proceso de nitrificación realizado por bacterias como las nitrosomonas. Finalmente el nitrato puede participar como aceptor de electrones en el metabolismo de las pseudomonas y clostridium. Para regresar a la atmósfera en forma de dinitrógeno, en el proceso llamado desnitrificación.

## Relaciones simbióticas
La simbiosis es un tipo de interacción biológica desarrollada entre especies diferentes, (véase relación interespecífica). Se la conoce como una relación estrecha e íntima entre sus participantes. Existen tres formas en las que puede mostrarse, ya sea como mutualismo, comensalismo o parasitismo. Las diferencias entre las formas en que se muestra la simbiosis erradican en sus efectos sobre los participantes, siendo beneficiosa, neutral o perjudicial para cada uno de ellos.

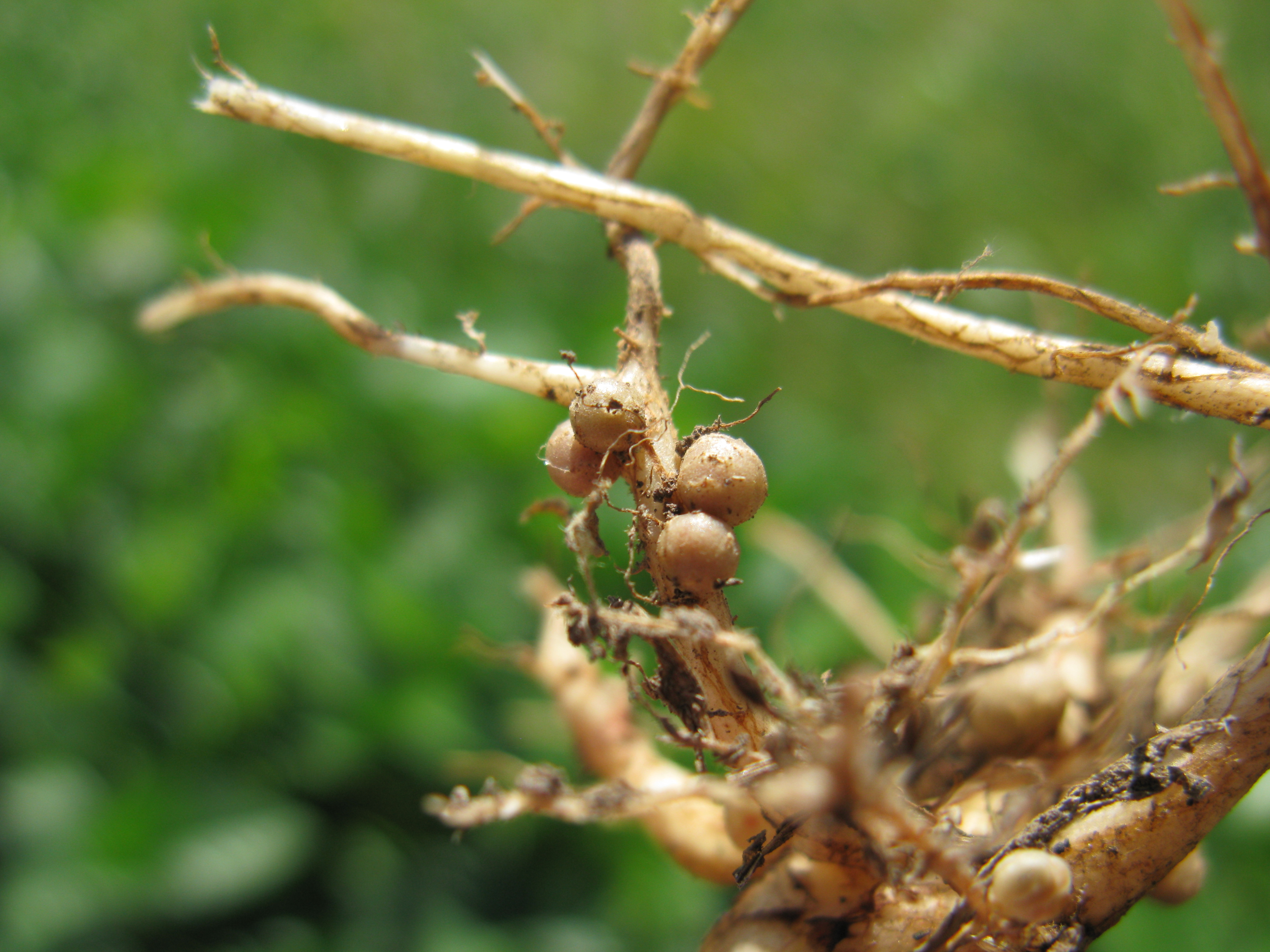
Nódulos radiculares formados por la relación simbiótica.

Anteriormente se introdujo una relación simbiótica con las bacterias fijadoras y las plantas leguminosas. En el ejemplo se trata una relación mutualista, debido a que ambos participantes se benefician de la relación. Por un lado, las leguminosas desarrollan nódulos radiculares, donde las rizobio pueden vivir, y obtener carbohidratos producidos en la fotosíntesis del vegetal. Mientras que las bacterias, aportan un suministro de nitrato a la hospedadora, al realizar su función de fijación de nitrógeno, que la planta requiere para la elaboración de aminoácidos y otros compuestos orgánicos nitrogenados.
Una relación de comensalismo se desarrolla donde la interacción es beneficiosa para el primer organismo (comensal), mientras que no perjudica ni beneficia al otro, resultándole neutral. Un ejemplo claro de este tipo de interacción tiene como participantes a algas (organismos aerobios) y bacterias anaerobias. Las algas se ubican en la superficie de una columna de agua para obtener y generar nutrientes. Las bacterias anaerobias se quedan en el fondo de la columna de agua que carece de oxígeno y se alimentan de los desechos que eliminan las algas. De esta forma las bacterias no afectan a las algas y obtienen un beneficio de ellas.

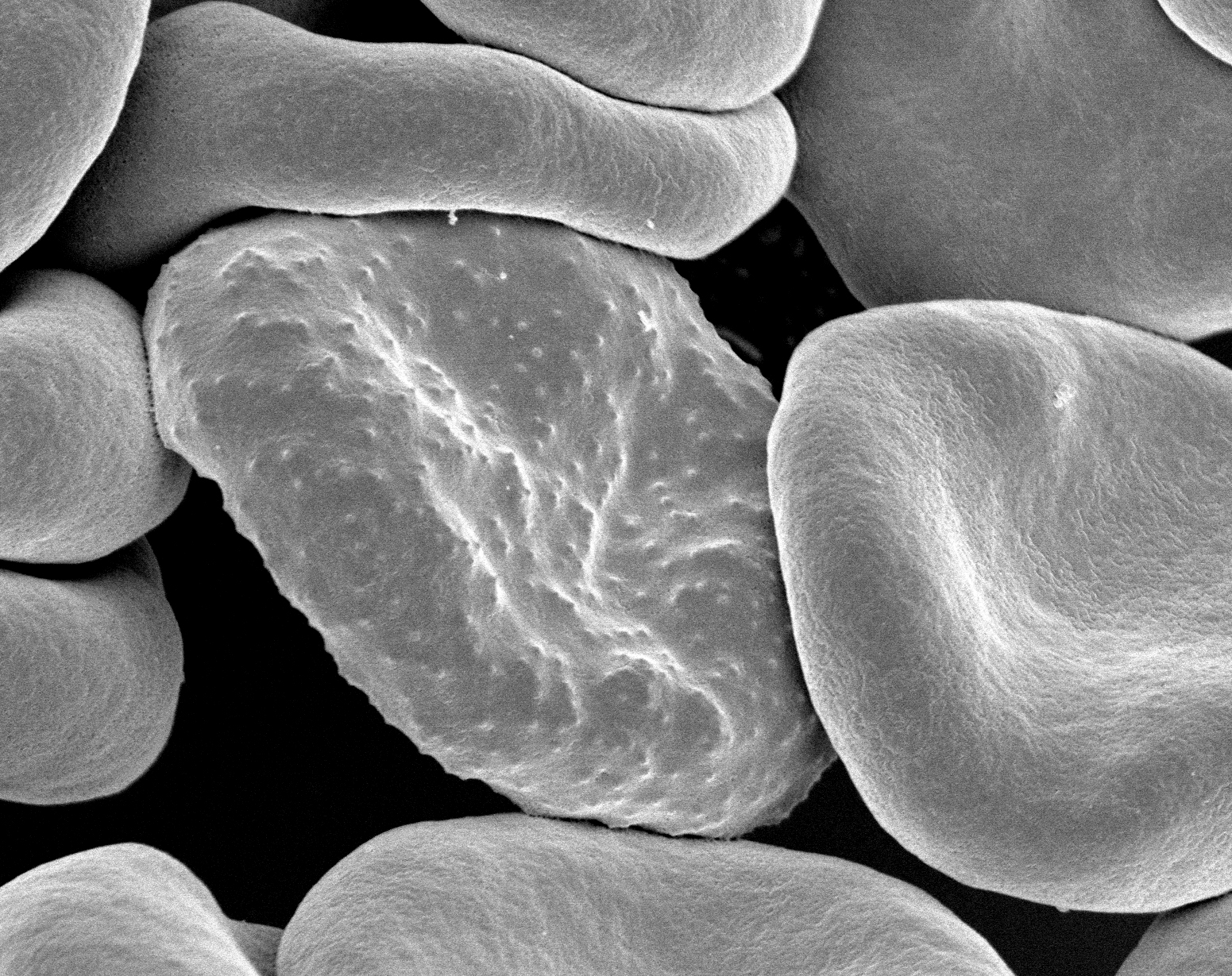
Glóbulo rojo infectado con Plasmodium falciparum entre otras células sanguíneas sanas.

Por último, pero no menos importante, tenemos al parasitismo. Una relación beneficiosa para el primer organismo pero perjudicial para el segundo. En este tipo de simbiosis participan los parásitos y los huéspedes. Los parásitos viven a expensas del organismo hospedador, debilitándolo y haciéndolo vulnerable ante depredadores. Existen muchos ejemplos de parasitismo con participación de microorganismos. Como la enfermedad de la malaria, producida por el protozoo plasmodium falciparum, que se abre paso al cuerpo humano a través de la picadura de los mosquitos anopheles.

## Componentes del ecosistema
En términos generales, un ecosistema está formado por dos tipos de componentes, los bióticos y abióticos. Lo referente a componentes bióticos, son los seres vivos que se encuentran en ese lugar. Mientras que los componentes abióticos son las estructuras y características físicas y químicas de ese lugar en cuestión, las cuales no poseen vida. Otra denominación para los componentes vivos es biocenosis, y para los no vivos es biotopo. 
El conjunto de fitocenosis, zoocenosis y microbiocenosis da lugar al concepto de biocenosis, que asocia a todos los seres vivos del ecosistema. El biotopo es el conjunto de factores abióticos del ecosistema, como el tiempo, la latitud, características químicas, cualidades del suelo, composición de minerales, estado hídrico, etc.
El biotopo puede subdividirse en medio, sustrato y factores ambientales. El medio está compuesto únicamente por la sustancia presente en el entorno del ecosistema (agua o aire). El sustrato es la estructura a la que los seres vivos se fijan y en la que se desarrollan. Mientras que los factores ambientales (abióticos) están comprendidos por la presión atmosférica, humedad, la salinidad, la luminosidad, la temperatura, etc.
- Ecosistema
  - Biocenosis
    - Microbiocenosis
    - Fitocenosis
    - Zoocenosis

  - Biotopo
    - Medio
    - Sustrato
    - Factores ambientales